# Рождество Богородично (Зони)
„Рождество на Пресвета Богородица“ или Палиомонастиро (на гръцки: Γέννησης της Θεοτόκου, Παλιομονάστηρο, в превод Стар манастир) е православна манастирска църква край село Зони (Занско), Егейска Македония, Гърция, част от Сисанийската и Сятищка епархия.

## История
Манастирът е изграден югозападно от Занско. Католиконът представлява малък еднокорабен храм без нартекс с петостранна апсида на изток. Зидарията е от местни камъни и хоросан. Размерите му са 8,10 x 5,62 m.
„Рождество Богородично“ е било метох на големя манастир от западната страна на Горуша „Успение Богородично“, известен също като Палиомонастиро или Палиокримински манастир.
Надпис вграден в апсидата дава годината на изграждане: [α]χλβ //  (= 1632 и 31 ден от някой месец). Вероятно надписът с датата е гравиран след завършването на строителството на храма.
Ктиторски надпис на четири реда в храма дава данни за стенописите, платени от игумена на манастира Теофан при митрополит Арсений Костурски, вероятно в 1653 година:
| „ | ετελιοθι υ παρου // σα εκλησι δι συν // Δρομησ Θεο(φάνους) ι(ε)ρο(μονα)χου κ(αι) // …ου Αρσ(ε)νιου Завършена беше настоящата църква със съдействието на йеромонах Теофан и … Арсений | “ |

Надписът е поставен след завършване на работите, както може да се види от дупката в конструкцията на стената, но и от тълкуването на текста му. Последните два нечетливи стиха споменават името на йеромонаха, който е отделил време за завършване на работите по църквата. Вероятно е направена препратка и към костурския митрополит.
Стенописите са запазени само в светилището, а останалите са замазани. Като стил стенописите са близки до тези в костурските храмове от средата на XVII век. Иконографските теми също са сходни с тези на територията на Охридската архиепископия - така например има изображение на почитания на територията на архиепископията Свети Ахил. От стария иконостас на храма са запазени три икони от втората половина на XVII век, дело на различни зографи от Западна Македония или Епир. „Въведение Богородично“ има сводеста резбована рамка, а „Свети Архангел Михаил“ и „Свети Атанасий“ са издълбани. Съхраняват се в обновената занска църква „Въведение Богородично“.
В 1918 година Занско заедно с други села от Населица е прехвърлено от Костурската към Сисанийската митрополия.
В 1995 година храмът е обявен за паметник на културата.